# Sepekov
Sepekov è un comune mercato della Repubblica Ceca facente parte del distretto di Písek, in Boemia Meridionale.